# Isa Noyola
Isa Noyola (Houston, 22 de julho de 1978) é uma ativista transgênero (ou translatina) norte-americana, líder nacional no movimento pelos direitos dos imigrantes LGBT e vice-diretora do Transgender Law Center. Em 2015, ela organizou o primeiro protesto nacional trans antiviolência. Este protesto foi um evento que reuniu mais de 100 ativistas, principalmente mulheres trans negras, para abordar a epidemia de violência que as comunidades trans enfrentam, especialmente porque a interseccionalidade de raça e gênero se relaciona com a imigração e o encarceramento, pois lidam com sistemas transfóbicos.

## Primeiros anos
Noyola nasceu em Houston, Texas, filho de Celestino Noyola e Anita Noyola (nascida Del Carmen Gonzales). Ela cresceu na Califórnia. Suas raízes e família vêm de estados como Comitán, Chiapas e San Luis Potosí, todos do México. Noyola afirmou que começou a se identificar como feminista depois de ser envergonhada quando criança por fingir ser a Mulher-Maravilha. Ela nasceu e foi criada na fé evangélica pentecostal, onde seus pais eram pastores e dirigiam uma igreja na área da Baía de São Francisco por mais de 25 anos.
Noyola se descreveu como uma latina trans, ativista, two-spirit, queer, "jota", "muxerista" e organizadora cultural.

## Carreira

### Centro de Direito Transgênero
Noyola é atualmente a Diretora Adjunta de Programas do Centro de Direito Transgênero (Transgender Law Center), uma organização sem fins lucrativos que trabalha para remediar a discriminação contra pessoas transgênero. Ela também trabalha para levar as questões da comunidade diretamente aos sistemas que oprimem a comunidade translatina, como o Serviço de Imigração e Controle de Aduanas (ICE) dos EUA, e educar políticos que muitas vezes sabem muito pouco sobre pessoas transgênero. Ela defende a libertação de mulheres transgênero dos centros de detenção do ICE e trabalha extensivamente com o objetivo de acabar com as deportações.

### Organização #Not1More
Noyola trabalha com a organização #Not1More para construir colaboração para mudar leis de imigração que considera como injustas.
Ela faz parte do conselho consultivo do El/La (Para Translatinas), FAMILIA TQLM: Movimento de Libertação Trans Queer (Trans Queer Liberation Movement), e Projeto Imigrante Queer Indocumentado (Queer Undocumented Immigrant Project).
Em 28 de maio de 2015, Noloya, juntamente com cerca de 70 outros imigrantes LGBTQ e aliados, formaram uma corrente humana bloqueando a entrada do Departamento de Polícia de Santa Ana, protestando pelo fim da detenção e deportação de imigrantes indocumentados, especialmente aqueles que fazem parte da comunidade LGBTQ. Eles estavam pedindo à cidade de Santa Ana, na Califórnia, que rescindisse seu contrato com o Serviço de Imigração e Controle de Aduanas, que aprisiona pessoas trans e queer em condições abusivas na Cadeia da Cidade de Santa Ana. A polícia declarou o protesto uma reunião ilegal, resultando em 5 prisões, incluindo Noyola.

### El/La (Para TransLatinas)
Noyola fundou e trabalha como defensora nacional da El/La Para TransLatinas, uma organização para latinas transgênero (trans Latina) que trabalha para construir uma visão e ação coletivas para promover a sobrevivência e melhorar a qualidade de vida das translatinas na área da Baía de São Francisco. Durante o tempo de Noyola com a El/La, sua abordagem interseccional foi fundamental para o sucesso da El/La. Em 2013, a organização de desenvolvimento de liderança de base ganhou uma doação de 200 mil dólares da Comissão de Direitos Humanos de São Francisco para o trabalho de prevenção à violência. Noyola diz que marcou a primeira vez que as latinas trans receberam financiamento para desenvolver líderes comunitários dessa maneira.